# Zigong
Zigong (Forenklet kinesisk: 自贡; traditionel kinesisk: 自貢; pinyin: Zìgòng) er en by på præfekturniveau i provinsen Sichuan i den vestlige del af Kina. Det har et areal på 4,373 km², og en befolkning på 3.230.000 mennesker (2007).

## Administrative enheder
Bypræfekturet Zigong har jurisdiktion over 4 distrikt (区 qū) og 2 amter (县 xiàn).
| Kort             | Kort      | Kort     | Kort         | Kort                   | Kort        | Kort      |
| ---------------- | --------- | -------- | ------------ | ---------------------- | ----------- | --------- |
| Kort over Zigong |           |          |              |                        |             |           |
| #                | Navn      | Hanzi    | Pinyin       | Befolkning (2004 est.) | Areal (km²) | Indb./km² |
| Distrikter       |           |          |              |                        |             |           |
| 1                | Ziliujing | 自流井区 | Zìliújǐng Qū | 330.000                | 154         | 2.143     |
| 2                | Da'an     | 大安区   | Dà'ān Qū     | 440.000                | 401         | 1.097     |
| 3                | Gongjing  | 贡井区   | Gòngjǐng Qū  | 300.000                | 408         | 735       |
| 4                | Yantan    | 沿滩区   | Yántān Qū    | 390.000                | 468         | 833       |
| Amter            |           |          |              |                        |             |           |
| 5                | Rong      | 荣县     | Róng Xiàn    | 690.000                | 1.609       | 429       |
| 6                | Fushun    | 富顺县   | Fùshùn Xiàn  | 1.000.000              | 1.333       | 750       |

29°24′N 104°47′Ø / 29.400°N 104.783°Ø